# Jean Abessolo Nkoudou
Jean Abessolo Nkoudou, né vers 1912  à Adjap au Cameroun est un préposé de douane, militant nationaliste et homme politique camerounais.

## Biographie

### Enfance et débuts
Jean Abessolo Nkoudou est né vers 1912  à d'Adjap, un village près de Mbalmayo dans le sud du Cameroun. Il est réputé "fougueux, incontrôlable, ardent et impulsif", est est connu pour son éloquence et maniant "très bien la langue française". 

### Carrière
Jean Abessolo Nkoudou commence sa carrière en travaillant comme préposé des douanes. Il est révoqué de son poste en 1946 par l'autorité administrative coloniale, une révocation qu'il considère "abusive".
Il s'engage dans la politique avec l'UPC en 1948. Il est décrit comme l'artisan de l’implantation de l’Union des populations du Cameroun et de la diffusion de son idéologie indépendantiste dans la localité de Mbalmayo.
Dès 1948, il occupe le poste de rédacteur en chef du journal du parti. Théodore Ateba Yene mentionne son nom parmi les membres fondateurs de l’UPC à Douala en 1948.
Entre 1949 et 1955, il est mandaté par le comité directeur de l'UPC pour implanter l'UPC dans sa région natale, autour de Mbalmayo dans le Sud Cameroun.
Au mois de mars 1949, il crée le premier comité de base UPC de la région au quartier Oyak. La même année, il est accusé de détournement de fonds du journal de l'UPC. Ce qui crée un différend entre lui et le parti. En 1951, la section UPC de Mbalmayo qu'il préside se divise entre pros et anti Abessolo. A ce différend se mêle le secrétaire général de l'UPC Ruben Um Nyobè. 
Ce conflit entraîne une séparation entre le parti et Abessolo qui est bani en 1954. Ce qui cause la naissance d'une tendance du parti nationaliste camerounais l'UPC-A(UPC Abessolo).